# Palazzo Pitteri

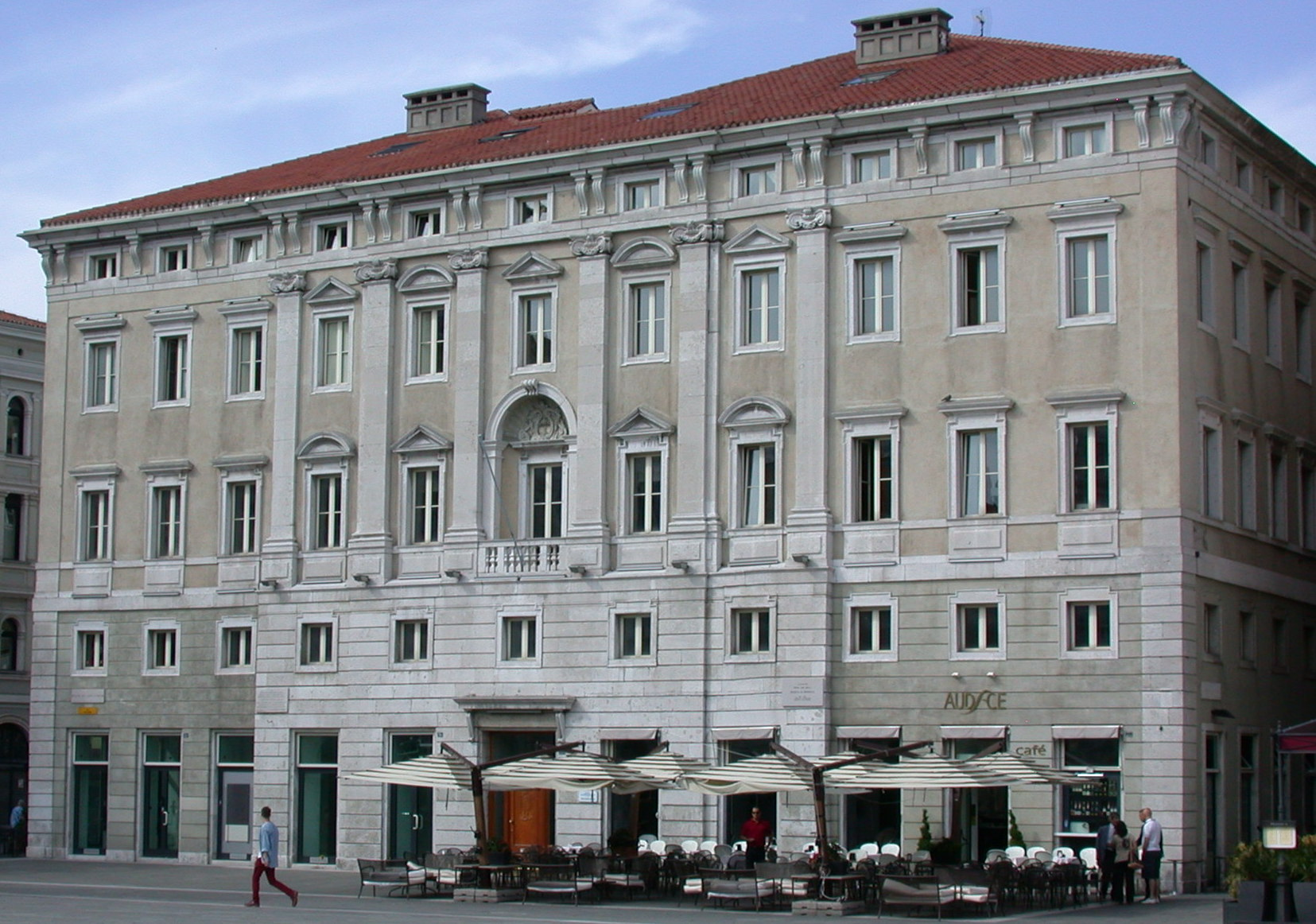
Palazzo Pitteri in Triest

Der Palazzo Pitteri, auch Palazzo Plenario-Pitteri genannt, ist ein Palast aus dem 18. Jahrhundert in Triest in der italienischen Region Friaul-Julisch Venetien. Das Gebäude liegt an der Piazza dell’Unità d’Italia, zwischen dem Grand Hotel Duchi d’Aosta und dem Palazzo del Municipio.

## Geschichte
Der reiche Kaufmann Domenico Plenario beauftragte 1780 den friulinischen Architekten Ulderico Moro mit dem Bau eines Palastes der damaligen Piazza Grande. Das macht diesen Palast zum ältesten, noch existierenden Bauwerk an diesem Platz. 1801 kaufte Giovanni Iovovitz das Anwesen und 1834 fiel es an Leopoldo Pitteri, dem es seinen heutigen Namen verdankt, unter dem es am ehesten bekannt ist.
1810 gründete der Geograph und Literat Domenico Rossetti de Scander in den Räumen im Erdgeschoss des Palastes die Società di Minerva, die sich zum Ziel gesetzt hatte, die Kunst und Kultur der Stadt Triest zu fördern. 1880 eröffnete im Erdgeschoss des Palastes das Caffè Flora, das den Chorsängern des benachbarten Teatro Giuseppe Verdi als Treffpunkt diente.
1937 wurde das Erdgeschoss umgebaut und verändert und 1982 wurde unter der Leitung des Architekturstudios Celli Tognon eine Generalsanierung des Gebäudes durchgeführt, allerdings, ohne die originale Fassade aus dem 18. Jahrhundert zur Piazza dell’Unità d’Italia zu verändern.
In einer Wohnung im Palazzo Pitteri verbrachte der Musiker Lelio Lutazzi aus Triest seine letzten Jahre, nachdem er in seine Heimatstadt zurückgekehrt war.

## Beschreibung
Der Palast hat fünf Stockwerke. Die Hauptfassade zur Piazza dell’Unità d’Italia hin, die Elemente des Spätbarock und des Rokoko zeigt, besteht aus einem leicht vorspringenden, fünf Joche breiten Mittelteil, an den sich links und rechts symmetrisch je ein Seitenflügel mit drei Jochen anschließt.
Im Erdgeschoss und im ersten Obergeschoss ist die Fassade mit glattem Bossenwerk verkleidet. Das zweite und dritte Obergeschoss bilden die Piani nobili und der Mittelteil ist durch sechs Lisenen geteilt, die in ionischen Kapitellen enden. Über den mittleren Fenstern der Piani nobili sind Tympana, alternierend dreieckig und halbrund, angebracht. Nur das mittlere Fenster im zweiten Obergeschoss ist mit einer kleinen Terrasse ausgestattet und darüber befindet sich eine Nische mit einem Wappen. Zur Zeit des Baus des Palastes galt dieser als ein Beispiel moderner Architektur.